# Templiner Gewässer
Das Templiner Gewässer  ist ein linker Nebenfluss der Havel im Norden Brandenburgs (Gewässerkennzahl: 5814) von gut 30 km Länge. Davon bilden 21,25 km die gleichnamige Bundeswasserstraße (Kennung: TlG), einer Zweigstrecke der Oberen Havel-Wasserstraße (OHW).

## Gewässer
Den Hauptstrang des Templiner Gewässers und mehrere seiner Zuflüsse bilden Seenketten, die großenteils zu den Uckermärkischen Seen gerechnet werden, aber auch zur Schorfheide. Nur 2,38 km oberhalb der Mündung in die Havel mündet (in Fließrichtung) von links sein größter Zufluss auf, das 23 km lange Schulzenfließ. Zwischen beiden liegt nahezu parallel der lange mehrfach gekrümmte Lübbesee, dessen kürzerer Abflussweg, der Ahrensdorfer Kanal zum Zaarsee im Verlauf des Hauptstranges fließt, der längere, das Vietmannsdorfer Hammerfließ zum Schulzenfließ.
Das Einzugsgebiet des Templiner Gewässers grenzt im Norden an das des Lychener Gewässers, im Süden an das des Döllnfließes, im Osten an das der Ucker und im Südosten an das der Welse. Im Westen fließt zwischen der von Nordwesten kommenden Havel und dem Gebiet des Templiner Gewässers noch der Havelzufluss Kramsbeek mit dem Gallen-Beek.

## Bundeswasserstraße
Die 22 Kilometer lange Bundeswasserstraße beginnt bei km 32,1 der Oberen Havel-Wasserstraße unterhalb der Schleuse Schorfheide und endet im Zaarsee bei Templin. Sie verbindet als „Templiner Kanal“ die bei Templin gelegenen Seen Zaarsee, Fährsee, Bruchsee und Templiner Stadtsee mit dem weiter westlich gelegenen Röddelinsee und Großen Lankensee. Der Höhenunterschied zur Havel wird durch die Schleuse Kannenburg zwischen Großem Lankensee und Großem Kuhwallsee ausgeglichen. Die Templiner Gewässer gehören zur Binnenschiffsklasse I und werden vom Wasserstraßen- und Schifffahrtsamt Oder-Havel unterhalten.

## Geschichte
Die Seenkette des Templiner Gewässers ist ein alter Flusslauf. Die Erschließung für die Binnenschifffahrt begann im Jahre 1745, Zitat: zur Erleichterung der Produkten-Abfuhr des uckermärkischen Getreidebaus. Die Wasserstraße war ursprünglich einmal 35,5 Kilometer lang und umfasste oberhalb des Zaarsees große Teile des heutigen Lübbeseegrabens bis hinauf in den Lübelowsee. Sie hatte fünf Schleusenanlagen, die oberste Schleuse lag oberhalb des Melitzsees, eine in Ahlimbsmühle zwischen Großem Melitzsee und Lübbesee, die Ahrensnest'sche Schleuse zwischen Lübbesee und Zaarsee, die Schleuse Templin und die Ziegeleischleuse. Die erste Schleuse Kannenburg entstand zusätzlich fünfzig Jahre später. Nach 1812 begann der Niedergang des Wassertransportes und bis 1821 wurden die Schleusen in Ahlimbsmühle und oberhalb des Melitzsees stillgelegt. Die Ahrensnest'sche Schleuse wurde noch etwa weitere fünfzig Jahre genutzt. Die Ziegeleischleuse wurde im Zuge des Ausbaus des Templiner Kanals 1894 bis 1896 rückgebaut und die Schleuse Templin entstand neu. 1906 erfolgte ein Neubau der Schleuse Kannenburg. Aufgrund ihres schlechten Zustandes wurde die Schleuse Templin 1974 auf eine nutzbare Länge von 25 Meter verkürzt und war folglich für die Frachtschifffahrt nicht mehr nutzbar. Sie wurde 1988 endgültig wegen Baufälligkeit gesperrt, so dass die Befahrbarkeit der Templiner Gewässer auch für die Freizeitschifffahrt unterhalb der Schleuse endete. 2004 wurde mit einem Neubau der Schleuse begonnen, der im September 2005 dem Verkehr übergeben werden konnte.
Die alte Schleuse Kannenburg wurde am 22. Dezember 2017 für die gesamte Schifffahrt gesperrt. In den Jahren darauf wurde ein Neubau mit den bisherigen Abmessungen und an gleicher Stelle realisiert, der im automatisierten Selbstbedienungsbetrieb funktioniert, dieser ging am Freitag, dem 19. April 2024 in Betrieb. 

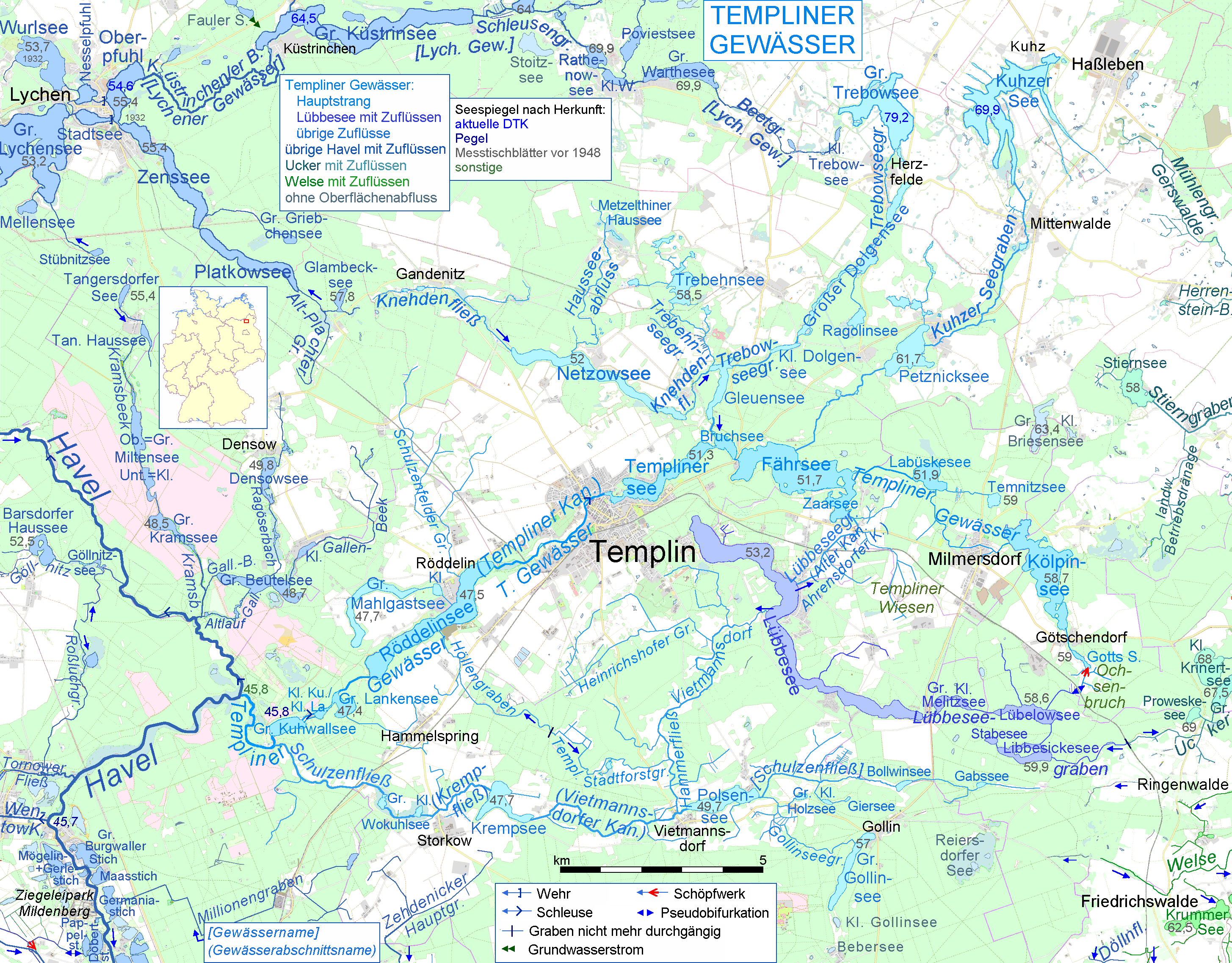
Das Templiner Gewässer leuchtend blau, Lübbesee aber rotstichig (wegen der Gabelung)

## Bilder

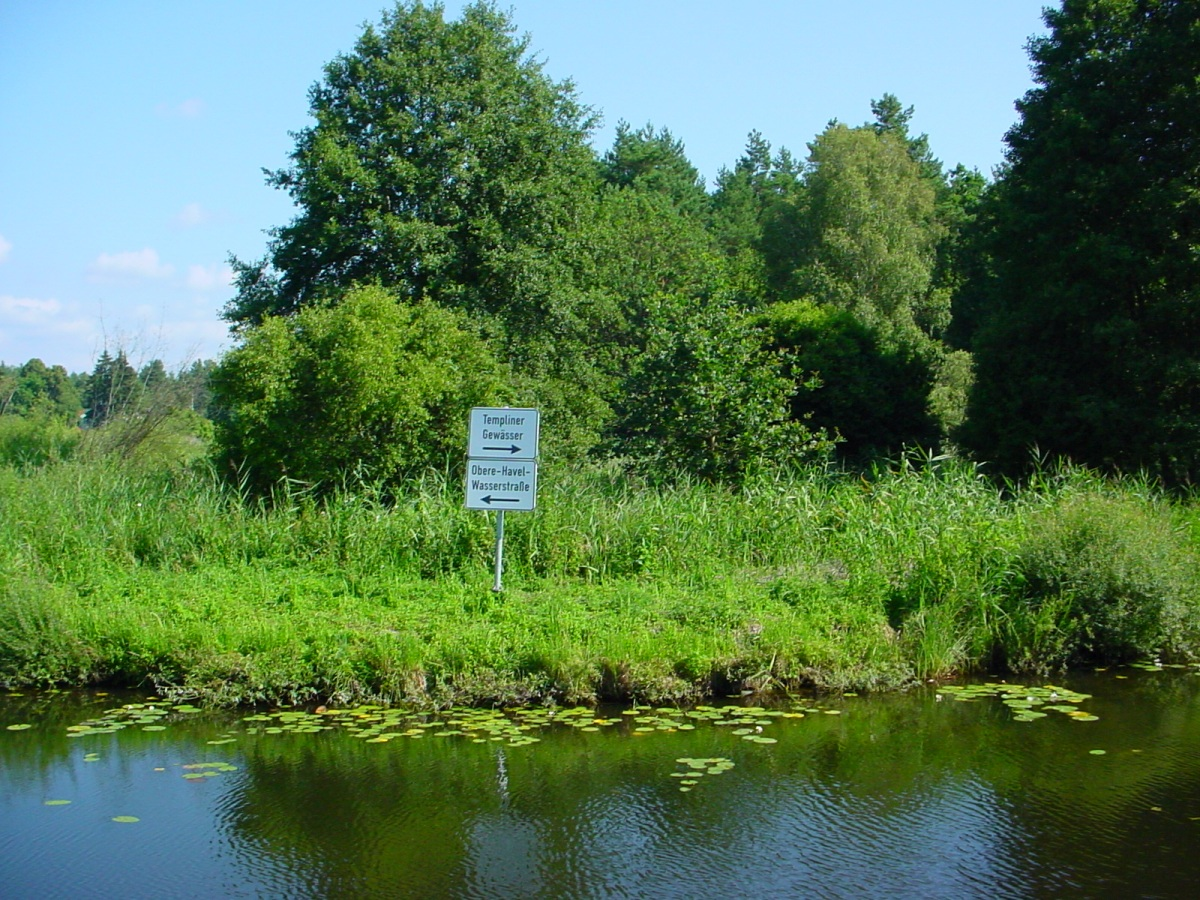
Abzweig von der Oberen Havel-Wasserstraße
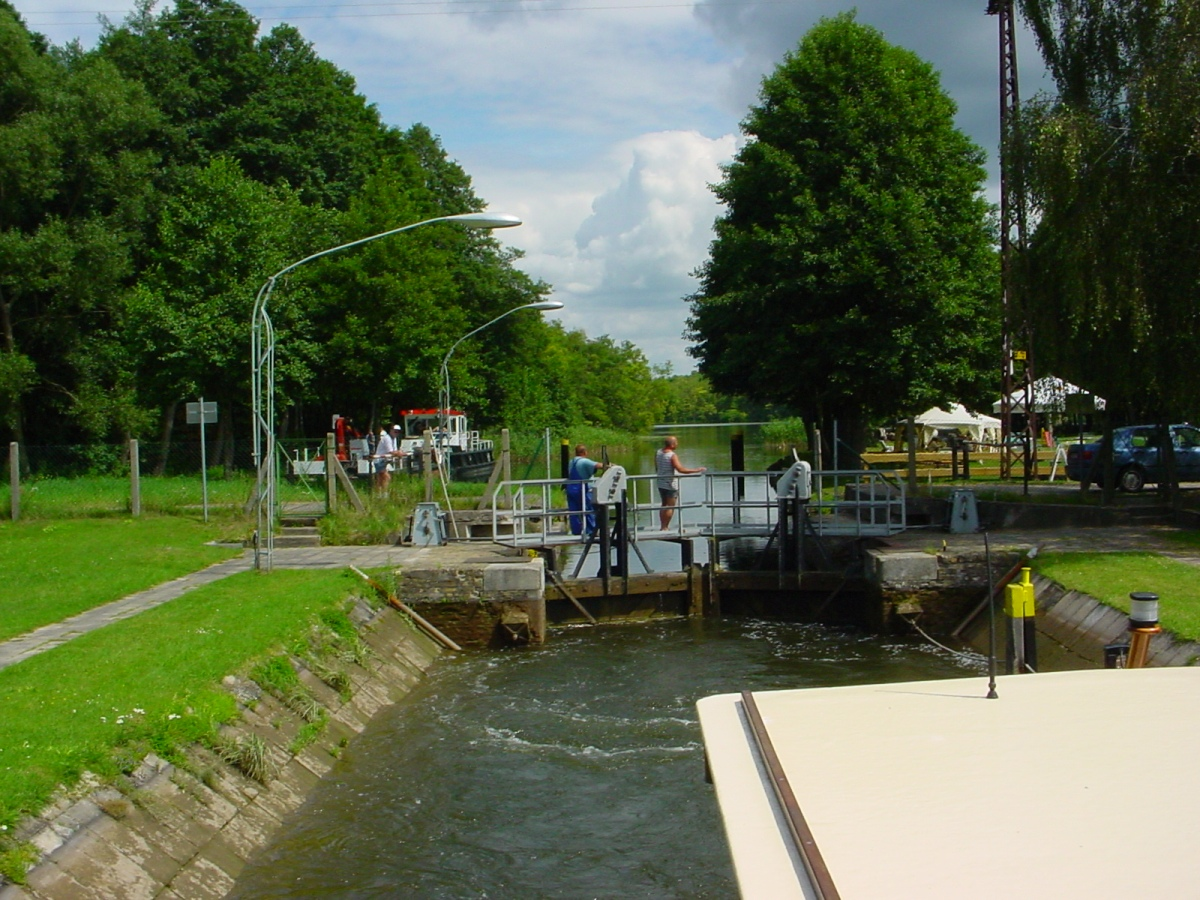
Schleuse Kannenburg
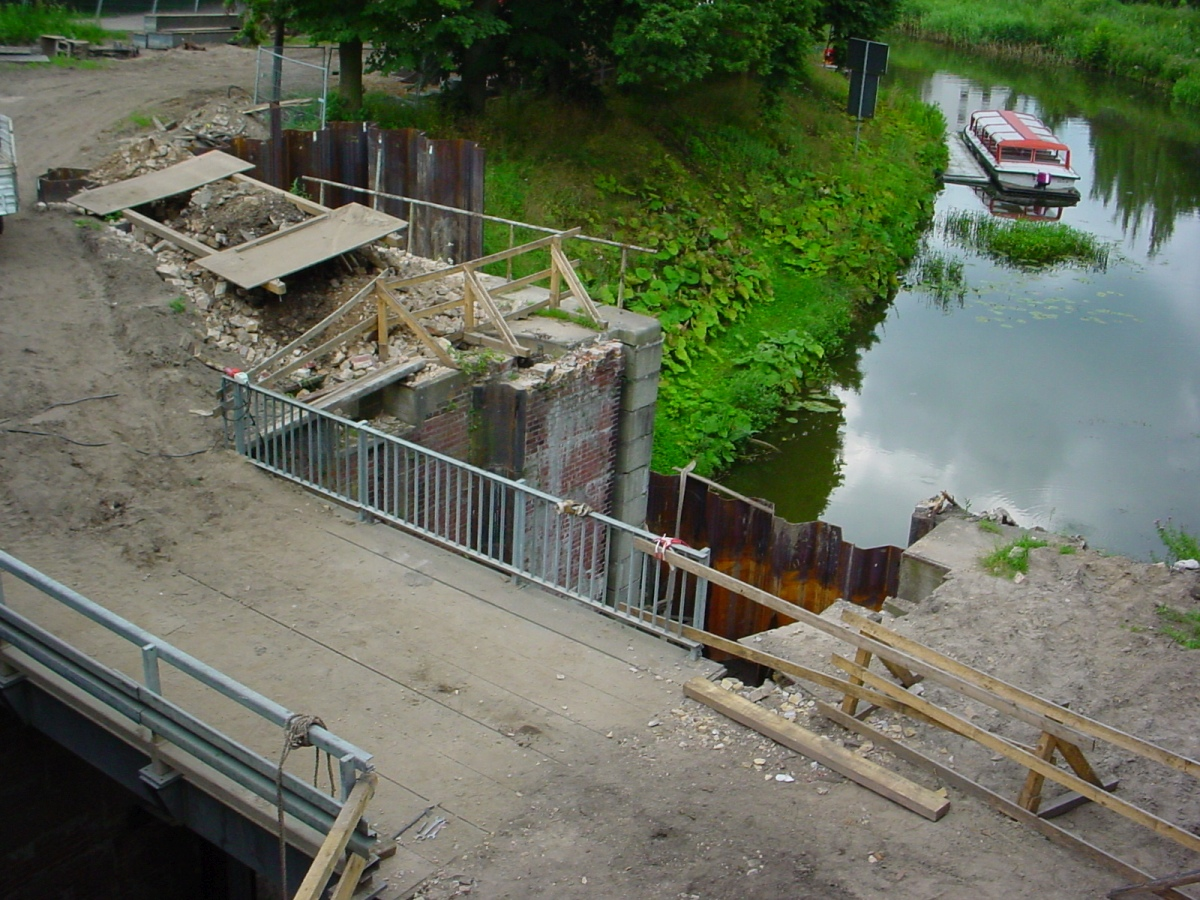
Bauarbeiten an der Schleuse Templin (2004)
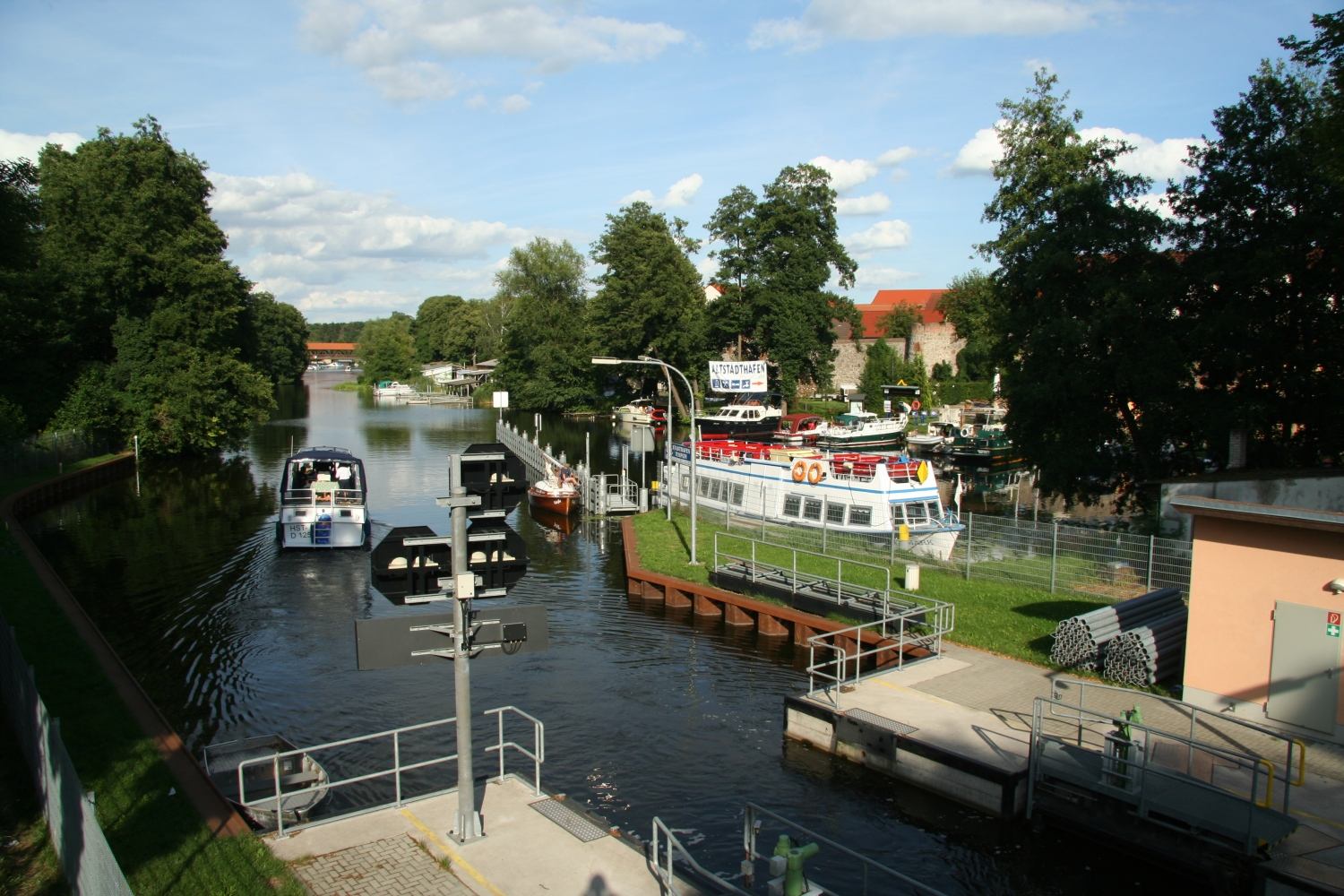
Schleuse Templin nach dem Umbau (2009)
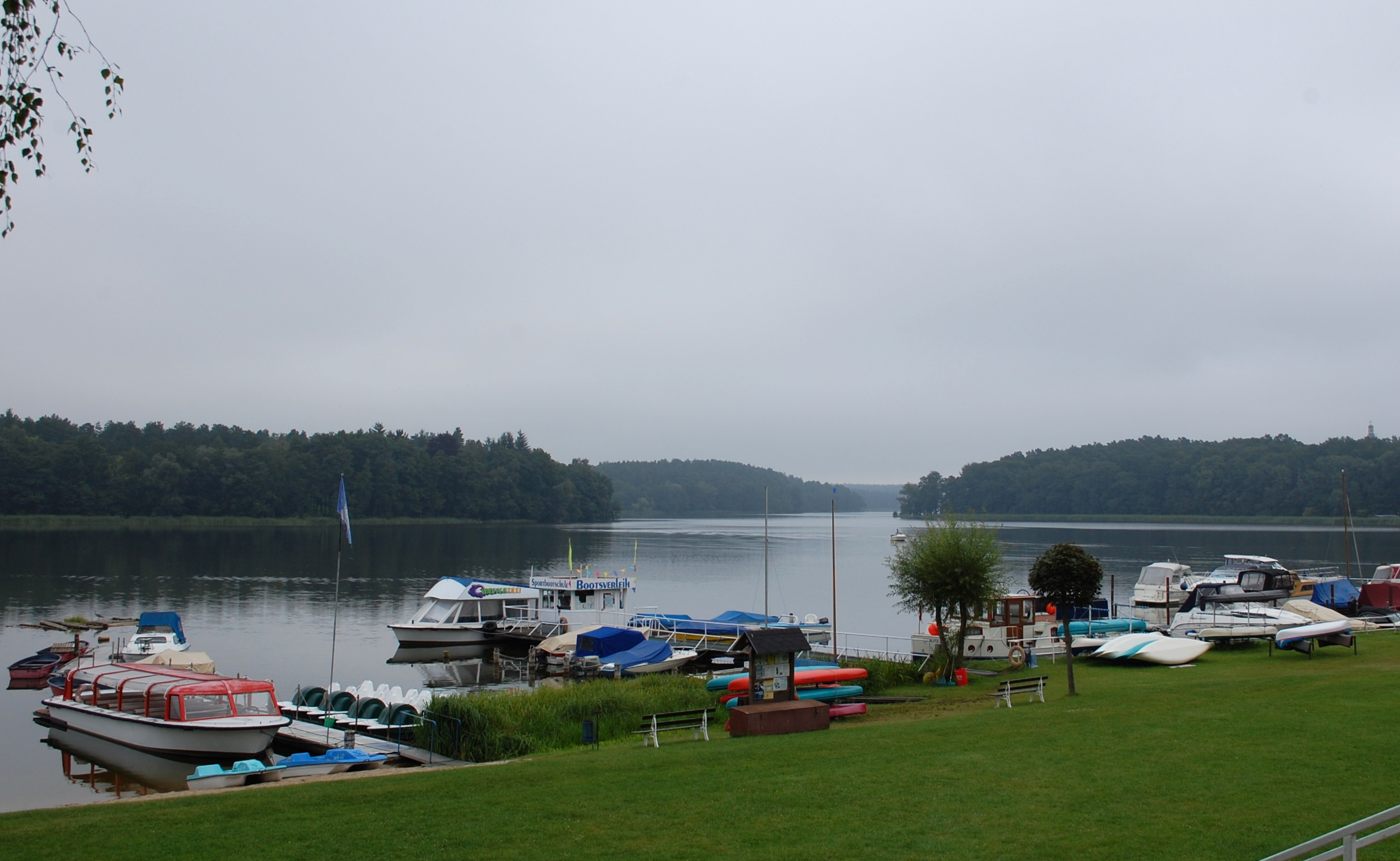
Templiner Stadtsee